# Lista de automóveis mais vendidos
Os automóveis mais vendidos são carros de passageiros e picapes que, desde a introdução do Benz Patent Motorwagen em 1886, podem ser considerados os veículos mais vendidos de todos os tempos.
Não existindo um padrão definitivo para medir as unidades vendidas, um único veículo pode ser vendido simultaneamente sob várias placas de identificação em diferentes mercados, como por exemplo o Nissan Sunny; em tais circunstâncias, os fabricantes geralmente fornecem apenas números cumulativos de unidades vendidas para todos os modelos; as minivans Chrysler venderam mais de 16 milhões em todo o mundo, enquanto a Volkswagen afirmou que seu Fusca é o carro mais vendido da história, já que não mudou substancialmente ao longo de sua produção. Por outro lado, a Toyota aplicou a placa de identificação do Corolla a 12 gerações desde 1966, que vendeu mais de 50 milhões até 2021.

## Os mais vendidos do mundo
Quatro carros foram amplamente reconhecidos como o "automóvel mais vendido no mundo" desde que a Ford construiu seu milionésimo Model T em 10 de dezembro de 1915, sendo o próprio Modelo T permanecendo como o mais vendido 45 anos após o término da produção em 1927. Em 17 de fevereiro de 1972, a Volkswagen afirmou que o Ford havia sido superado pelo Fusca, quando o 15.007.034º foi fabricado. Embora o Model T tenha sido posteriormente creditado com 16,5 milhões de unidades vendidas, o erro é irrelevante tendo em vista que o Fusca chega a 21 milhões.
O Fusca permaneceu como o veículo mais vendido na indústria automobilística até o final da década de 1990, quando foi ultrapassado pelo Toyota Corolla, devido ao bom consumo de combustível do Corolla. No entanto, este foi um exemplo da prática moderna de aplicar um nome de marca a uma ampla gama de veículos e retê-lo para fins de marketing, mesmo quando o carro muda drasticamente. Enquanto o primeiro Corolla em 1966 tinha tração traseira, os atuais modelos híbridos e com tração nas quatro rodas usam uma plataforma mecanicamente não relacionada. As vendas do Fusca também foram superadas por seu sucessor, o Volkswagen Golf.
O modelo original Lada, produzido pela AvtoVAZ, da Rússia, é o veículo mais numeroso já comercializado sem nenhuma grande mudança de design durante sua história de produção, com mais de 20 milhões de unidades vendidas entre 1970 e meados de 2012. O Lada, às vezes conhecido como o "Clássico" no Ocidente, foi originalmente baseado no Fiat 124 dos anos 1960, mas atualizado mecanicamente para lidar com estradas ruins e climas adversos. Entre 1970 e 1979, cerca de 5 milhões de carros foram produzidos.
| Imagem                           | Automóvel       | Produção      | Unidades vendidas   | Anos vendidos | Notas |
| -------------------------------- | --------------- | ------------- | ------------------- | ------------- | --- |
| 1927 Ford Model-T.               | Ford Modelo T   | 1908–27       | 16.500.000          | 1908–1927     | O primeiro carro a atingir um milhão, cinco milhões, dez milhões e quinze milhões de unidades vendidas. Em 1914, estimava-se que nove em cada dez carros do mundo eram Fords. |
| Lada VAZ-2105.                   | Lada "Clássico" | 1970–2014     | 17.750.000          | 1970–2014     | O número não inclui o arquétipo da plataforma Fiat 124 e seus outros exemplos construídos sob licença (por exemplo).                                                          |
| 1961 Volkswagen Type 1 "Beetle". | Fusca           | 1938–2003     | 21.529.464          | 1938–2003     | O primeiro carro a atingir vinte milhões de unidades vendidas. |
|                                  | Toyota Corolla  | 1966–presente | 50.000.000 até 2021 | 1966–presente | A marca de 50 milhões foi alcançada em 2021. No entanto, o tipo de modelo tem sido diferente ao longo dos anos.                                                               |

## Best-sellers nacionais
| País        | Imagem                             | Automóvel          | Anos vendidos         | Notas                                                                    |
| ----------- | ---------------------------------- | ------------------ | --------------------- | ------------------------------------------------------------------------ |
| Alemanha    | Volkswagen Golf .                  | Volkswagen Golf    | 1974–presente         | Mais de 25,000,000 até 2006.                                             |
| Argentina   |                                    | Toyota Hilux       | 1960–presente         | Aproximadamente 17.700.000, número alcançado em 2017.                    |
| Austrália   |                                    | Ford Falcon        | 1960–2016             | Mais de 3.578.689.                                                       |
| Brasil      |                                    | Volkswagen Gol     | 1980–2023             | 7.000.000, número alcançado em 12 de dezembro de 2022.                   |
| Chéquia     |                                    | Škoda Octavia      | 1996–presente         | Mais de 6.000.000 até 2016.                                              |
| China       |                                    | Wuling Hongguang   | 2010–presente         | 4.549.592 até dezembro de 2020.                                          |
| Espanha     |                                    | SEAT Ibiza         | 1984–presente         | 3.949.597 até 2008.                                                      |
| EUA         |                                    | Ford F-Series      | 1948–presente         | Mais de 40.000.000.                                                      |
| França      |                                    | Renault Clio       | 1990–presente         | 12.300.000 até 2013.                                                     |
| Índia       |                                    | Maruti Suzuki Alto | 2000–presente         | 4.000.000 até 2020.                                                      |
| Indonésia   | Toyota Avanza                      | Toyota Avanza      | 2003–presente         | 1.800.000 unidades vendidas de 2003 a dezembro de 2019 em duas gerações. |
| Itália      | Fiat Uno.                          | Fiat Uno           | 1983–1995 (na Itália) | Mais de 8.000.000.                                                       |
| Japão       | Twelfth generation Toyota Corolla. | Toyota Corolla     | 1966–presente         | Mais de 50.000.000.                                                      |
| Malásia     |                                    | Perodua Myvi       | 2005–presente         | 1.500.000 desde 2005.                                                    |
| Polónia     |                                    | Polski Fiat 126p   | 1973–2000             | 3.318.674 na Polônia.                                                    |
| Reino Unido | 1993 Mini Cooper.                  | Mini               | 1959–2000             | 5.505.874.                                                               |
| Roménia     |                                    | Dacia 1300         | 1969–2004             | 1.959.730 vendidos na Romênia.                                           |
| Suécia      | Volvo 240 station wagon.           | Volvo 200 Series   | 1974–1993             | 2.862.573.                                                               |
| Turquia     |                                    | Renault Symbol     | 1999–2021             | 260.000 até 2013.                                                        |
| Ucrânia     | Zaporozhets.                       | ZAZ Zaporozhets    | 1960–1994             | 3.422.444.                                                               |
| Vietnã      | 2017 Toyota Vios 1.5L.             | Toyota Vios        | 2013–presente         |                                                                          |

## Marcas mais vendidas
| Marca           | Imagem                                             | Automóvel                         | Produção                           | Unidades vendidas | Notas |
| --------------- | -------------------------------------------------- | --------------------------------- | ---------------------------------- | --- | --- |
| Alfa Romeo      | 1979 Alfasud ti                                    | Alfa Romeo Alfasud                | 1972–1989                          | 1.017.387. | |
| Alpine          | Alpine-Renault A310                                | Alpine A310                       | 1971–1984                          | 11.616. | |
| American Motors | AMC Hornet.                                        | AMC Hornet                        | 1970–1977                          | Aproximadamente 860.000. | |
| Aston Martin    | Aston Martin DB7 Volante.                          | Aston Martin DB7                  | 1993–2003                          | 7.000. | |
| Audi            |                                                    | Audi A4                           | 1994-presente                      | Mais de 7.500.000 até 2019. | |
| Autobianchi     | 1973 Autobianchi A112 E.                           | Autobianchi A112                  | 1969–1986                          | 1.254.178. | |
| Baojun          | Baojun 510                                         | Baojun 510                        | 2017–presente                      | 972.042 até 2021. | Notável por ser uma placa de identificação de automóvel recém-introduzida mais vendida na história do mundo.                                                           |
| BMW             |                                                    | BMW 3 Series                      | 1975–presente                      | Mais de 14.000.000 até 2015. | |
| Buick           | 1986 Buick LeSabre.                                | Buick LeSabre                     | 1959–2005                          | Mais de 6.000.000. | |
| Bugatti         | 1929 Bugatti Typ 40 Grand Sport Tourer.            | Bugatti Type 40                   | 1926–1930                          | Aproximadamente 800. | |
| Cadillac        | Cadillac De Ville.                                 | Cadillac De Ville                 | 1959–2005                          | Aproximadamente 3.870.000, excluindo os primeiros hardtops da Série 62, 1981–1988, 1991–93 e 2000–05. (A produção total para 1981–1988, 1991–93 e 2000–05 é desconhecida, mas um bom palpite é de mais de 1.300.000.)                         | |
| Checker         | Checker Marathon.                                  | Checker Marathon                  | 1961–1982                          | 10.559 sem contar táxis e vendas privadas para 1961–63, 1976 e 1980–82 (vendas privadas para 1961–62, 1976 e 1980–82 são desconhecidas). | |
| Chevrolet       |                                                    | Chevrolet Impala                  | 1958–2020                          | Mais de 13.000.000 até 1996. | |
| Chrysler        | 1961 Chrysler Newport.                             | Chrysler Newport                  | 1961–1981                          | Aproximadamente 1.920.000 (excluindo os primeiros hardtops Newport). | |
| Citroën         | First generation Citroën 2CV.                      | Citroën 2CV                       | 1948–1990                          | 3.872.583. Incluindo variantes comerciais, o número total é de aproximadamente nove milhões. | |
| Continental     | Continental Mark II.                               | Continental Mark II               | 1956–1957                          | 3.012 (único carro produzido pela divisão Continental de curta duração da Ford Motor Company). | |
| Crosley         | 1948 Crosley.                                      | Crosley                           | 1939–1942 1946–1949                | 62.210 antes da introdução de nomes de séries em 1950 (não inclui 1949 Hot Shot). | |
| Dacia           | Dacia Sandero.                                     | Dacia Sandero                     | 2008–presente                      | mais de 2.700.000 (inclui a versão Stepway). | |
| DeSoto          | Dodge DeSoto Custom.                               | DeSoto Custom                     | 1939–1942 1946–1952                | Aproximadamente 570,000. | |
| De Tomaso       | De Tomaso Pantera.                                 | De Tomaso Pantera                 | 1970–1991                          | 7.260 produzidos em uma única geração | [ 34 ] |
| Dodge           | Dodge Coronet.                                     | Dodge Coronet                     | 1949–1959 1965–1976                | Aproximadamente 2.060.000 em seis gerações, sem contar 4 portas de 1949–53, cupês de 1953, Dodge Chargers e Super Bees. (A produção de 1949–53 4 portas e 1953 cupês é desconhecida, mas um palpite razoável é de cerca de 400.000 no total.) | |
| Eagle           | Eagle Talon.                                       | Eagle Talon                       | 1990–1998                          | Aproximadamente 200.000. | |
| Edsel           | 1959 Edsel Ranger.                                 | Edsel Ranger                      | 1958–1960                          | 50.803. | |
| Excalibur       | Excalibur Series II.                               | Excalibur Series II               | 1970–1982                          | 2.230. | |
| Facel           | 1961 Facel Vega Facellia                           | Facellia                          | 1960–1964                          | 1.500 | |
| Ferrari         | Ferrari 360 Modena.                                | Ferrari 360                       | 1999–2004                          | Mais de 17.000 cupês e conversíveis. | |
| Fiat            | First generation Fiat Uno.                         | Fiat Uno                          | 1983–presente                      | Aproximadamente 8.800.000 em todo o mundo até 2004. | Vendeu mais de seis milhões na Europa Ocidental antes de ser substituído pelo Punto em 1995, enquanto a produção continuou na África do Sul, Polônia e Brasil.         |
| Ford            | 1955 Ford F-100.                                   | Ford F-Series                     | 1948–presente                      | Mais de 40.000.000. O veículo mais vendido da América por 40 anos consecutivos; 33.900.000 em 12 gerações até maio de 2010. | |
| Frazer          |                                                    | Frazer Standard                   | 1947–1951                          | Aproximadamente 90.000. | |
| Henry J         | 1951 Henry J.                                      | Henry J Deluxe                    | 1951                               | 43.400. | |
| Hindustan       | Hindustan Ambassador.                              | Hindustan Ambassador              | 1958–2014                          | Quase 4.000.000. | |
| Holden          | Holden Commodore (VE).                             | Holden Commodore                  | 1978–2019                          | 3.130.000 até 2013. | |
| Honda           |                                                    | Honda Civic                       | 1972–presente                      | Mais de 27.000.000 até 2021. | |
| Hudson          | Hudson Super.                                      | Hudson Super Six                  | 1916–1928 1933 1940–1942 1946–1951 | Aproximadamente 600.000 sem contar 1916–17 e 1940–42. (A produção de 1916–17 e 1940–42 é desconhecida, mas um palpite razoável é de cerca de 80.000.)                                                                                         | |
| Hyundai         |                                                    | Elantra                           | 1990–presente                      | 14.400.000 até 2022. | |
| Imperial        | 1966 Imperial Crown convertible.                   | Imperial Crown                    | 1957–1970                          | Aproximadamente 127.000. | |
| Jaguar          | 1972 Jaguar XJ12.                                  | Jaguar XJ                         | 1968–2019                          | 800.000 até 2005. | |
| Jeep            | 2000 Jeep Cherokee.                                | Jeep Cherokee (XJ)                | 1984–2014                          | 2.884.172 na América do Norte até 2001; a produção continuou na China até 2005. | |
| Kaiser          | Kaiser Deluxe                                      | Kaiser Deluxe                     | 1949–53                            | Aproximadamente 130.000. | |
| Koenigsegg      | Koenigsegg Jesko                                   | Koenigsegg Jesko                  | 2021–presente                      | 125. | |
| Lada/AvtoVAZ    | Lada Riva 1500.                                    | Lada Riva VAZ-2105/04/07          | 1980–2014                          | 13.500.000 até que as exportações para a Europa foram descontinuadas em 1997. | A produção continua no Egito. |
| Land Rover      |                                                    | Series/Defender                   | 1948–2015 2020–presente            | Mais de 2.000.000. (aprox.) | |
| Lamborghini     | 2019 Lamborghini Urus                              | Lamborghini Urus                  | 2018–presente                      | Mais de 20.000. | |
| Lancia          |                                                    | Lancia Ypsilon                    | 1996–presente                      | Mais de 870.000 até 2005. | |
| Lincoln         | Lincoln Town Car.                                  | Lincoln Town Car                  | 1981–2011                          | Aproximadamente 2.290.000 sem contar 2005–2011. (A produção de 2005-2011 é desconhecida, mas um palpite razoável é de cerca de 160.000.) | |
| Lotus           | Lotus Elise 111S.                                  | Lotus Elise                       | 1996–2021                          | Mais de 20.000 produzidos ao longo de duas gerações até dezembro de 2004. | |
| McLaren         | 2012 McLaren MP4-12C.                              | McLaren 12C                       | 2011–2014                          | Mais de 3.400 12Cs foram fabricados, as vendas dividiram 60/40 a favor do cupê. | |
| Maserati        | Maserati Biturbo S.                                | Maserati Biturbo                  | 1981–1994                          | Mais de 38.000. | |
| Mazda           | Mazda 323 Turbo.                                   | Mazda Familia                     | 1963–2003                          | Mais de 10.000.000 até 1995. | |
| Mercedes-Benz   | Merceds-Benz C-Class.                              | Mercedes-Benz C-Class             | 1993–presente                      | 6,900,000 até novembro de 2006. | |
| Mercury         |                                                    | Mercury Cougar                    | 1967-1997 1999-2002                | 2.972.784 | Exclui o Ford Cougar vendido na Europa e na Austrália. |
| Messerschmitt   | 1955 Messerschmitt KR200.                          | Messerschmitt KR200               | 1955–1964                          | 30.286 | |
| Metropolitan    | 1959 Metropolitan                                  | Metropolitan                      | 1958–1961                          | 55.215 como uma marca separada sob a AMC. | |
| Mitsubishi      | Ninth-generation Mitsubishi Lancer.                | Mitsubishi Lancer                 | 1973–presente                      | Mais de 6.000.000 até o final de 2006. | |
| Nash            | Nash Statesman.                                    | Nash Statesman                    | 1950–1956                          | Aproximadamente 340.000. | |
| Nissan          | 1972 Datsun 1200.                                  | Nissan Sunny/Sentra/Pulsar/Almera | 1966–presente                      | Aproximadamente 15.900.000. Dez gerações e quatro placas de identificação, dependendo do mercado. | |
| Oldsmobile      | Image:1971 Oldsmobile Cutlass Supreme convertible. | Oldsmobile Cutlass Supreme        | 1961–1999                          | 11.900.000 em várias plataformas e gerações. | |
| Opel            |                                                    | Opel Corsa                        | 1982–presente                      | Mais de 18.000.000 vendidos em todo o mundo em 25 anos e em 4 gerações até 2007. 10 milhões deles foram vendidos apenas na Europa. | |
| Packard         | Packard Eight.                                     | Packard Eight                     | 1933–1936 1938 1942 1948–1950      | Aproximadamente 250,000. | |
| Peel            | 1965 Peel Trident.                                 | Peel Trident                      | 1965–66                            | 82 em uma única geração. | |
| Perodua         |                                                    | Perodua Myvi                      | 2005–presente                      | 77,657 em 2010. (ou mais de 1.500.000 desde 2005). | |
| Peugeot         | Peugeot 206.                                       | Peugeot 206                       | 1998–presente                      | Aproximadamente 10.000.000 até 2018 em uma única geração. | |
| Plymouth        | Plymouth Fury III convertible.                     | Plymouth Fury                     | 1959–78                            | Aproximadamente 3.680.000 (contando VIPs, mas sem contar os Sport Furys de 1959 e 1962 e os Gran Furys de 1975–77). | |
| Pontiac         | 2005 Pontiac Grand Am.                             | Pontiac Grand Am                  | 1973–1975, 1978–1980, 1985–2005    | Aproximadamente 4.000,000. | |
| Porsche         | Porsche 911 SC.                                    | Porsche 911                       | 1963–presente                      | 1.000.000 produzido até 2017. | |
| Rambler         | Rambler Classic.                                   | Rambler Classic                   | 1961–1966                          | Aproximadamente 1.460.000 (incluindo os produzidos em 1966 pela AMC). | |
| Renault         | Third generation Renault Clio.                     | Renault Clio                      | 1990–presente                      | 12.300.000 em quatro gerações até 2013. | |
| Rolls-Royce     | Rolls Royce Silver Shadow                          | Rolls-Royce Silver Shadow         | 1965–1980                          | 29.030 produzidos em uma única geração. | |
| Saab            | 1985 Saab 900CD.                                   | Saab 900                          | 1978–1993                          | 908.810 na primeira geração. | |
| Saturn          | Saturn SL                                          | Saturn S-Series                   | 1991–2002                          | Aproximadamente 2.210.000 sem contar 2002 (as vendas de 2002 são desconhecidas). | |
| SEAT            | SEAT Ibiza Mk4 (2008).                             | SEAT Ibiza                        | 1984–presente                      | 3.949.597 até 2008. | As vendas da quarta geração do SEAT Ibiza, bem como as dos seus derivados (como o SEAT Córdoba e o SEAT Inca, ou as versões rebadged) não estão incluídas nos números. |
| Simca           | Simca 1100.                                        | Simca 1100                        | 1967–1982                          | 2.139.400 | Os números incluem um pequeno número de kits completos de desmontagem (CKD) e versões comerciais.                                                                      |
| Smart           |                                                    | Smart Fortwo                      | 1998–presente                      | Mais de 1.500.000 em meados de 2013. | |
| Studebaker      | Studebaker Champion.                               | Studebaker Champion               | 1939–1942 1946–1958                | Aproximadamente 1.320.000. | |
| Subaru          | Third generation Subaru Legacy.                    | Subaru Legacy                     | 1988–presente                      | Mais de 3.000.000 até 2005. | |
| Škoda           | Škoda Octavia 1st generation after facelift        | Škoda Octavia                     | 1996–presente                      | Mais de 6.000.000 até 2016. | |
| Tatuus          | Tatuus FR2000                                      | Tatuus FR2000                     | 2000–2007                          | Aproximadamente 930 chassis. | |
| Toyota          | A 1976 Toyota Corolla.                             | Toyota Corolla                    | 1966–presente                      | 50.000.000 até 2021 | |
| Tesla           |                                                    | Tesla Model 3                     | 2017–presente                      | 1.000.000 até junho de 2021. | |
| Trabant         | 1983 Trabant P601.                                 | Trabant 601                       | 1957–1991                          | Aproximadamente 3,000,000. | |
| Volkswagen      | Mk.1 Volkswagen Golf.                              | Volkswagen Golf                   | 1974–presente                      | 35.000.000 em sete gerações até 2019. Tornou-se o best-seller da Volkswagen em 2002. | |
| Volvo           | Volvo 240 sedan.                                   | Volvo 200 Series                  | 1974–1993                          | 2.862.573 modelos sedã e cupê ao longo de um período de 19 anos. | |
| Willys          | 1936 Willys 77.                                    | Willys 77                         | 1933–1936                          | Aproximadamente 68.000. | |
| Zastava         | Zastava 101.                                       | Zastava 101                       | 1971-2008                          | 1.045.458 | |
| ZAZ             | Zaporozhets.                                       | Zaporozhets                       | 1960–94                            | 3,422,444. | |

## Best-sellers de classe
| Class                                  | Image                          | Automobile                        | Production                    | Units Sold | Notes |
| -------------------------------------- | ------------------------------ | --------------------------------- | ----------------------------- | --- | --- |
| Carro totalmente elétrico              | Tesla Model 3.                 | Tesla Model 3                     | 2017–presente                 | Mais de 1.000.000 até junho de 2021 desde o início. | Desde janeiro de 2020, é o carro elétrico mais vendido de todos os tempos no mundo e também o carro de passageiros mais vendido da categoria mais geral de carros elétricos plug-in. Ultrapassou o Nissan Leaf (450.000 unidades até dezembro de 2019). |
| Grande porte                           | 1958 Chevrolet Impala.         | Chevrolet Impala                  | 1958–1985 1994–1996 2000–2020 | Mais de 13.000.000 entre a sua introdução e 1996. | O carro mais vendido na América em um único ano, com 1.046.514 unidades vendidas em 1965, incluindo o Impala SS. |
| Automóvel híbrido elétrico             |                                | Toyota Prius                      | 1997–presente                 | 5.000.000 em quatro gerações até setembro de 2022. As vendas combinadas da placa de identificação da família Prius totalizaram mais de 6.000.000 de unidades em janeiro de 2017.                                      | O mais automóvel híbrido elétrico vendido de todos os tempos no mundo. |
| Movido a hidrogênio                    | Toyota Mirai                   | Toyota Mirai                      | 2015–presente                 | 2.840 unidades até meados de fevereiro de 2017 no Japão, Estados Unidos, alguns mercados europeus e Emirados Árabes Unidos.                                                                                           | |
| Camionete                              | Ford F-150 SVT Lightning.      | Ford F-Series                     | 1948–presente                 | Aproximadamente 34.000.000. O veículo mais vendido da América por 28 anos. consecutivos; 33,900,000 em 12 gerações até maio de 2010.                                                                                  | Caminhão mais vendido do mundo por 43 anos consecutivos. |
| Automóvel híbrido plug-in              | Mitsubishi Outlander P-HEV.    | Mitsubishi Outlander P-HEV        | 2013–presente                 | 300.000 em janeiro de 2022 desde o início. | O carro híbrido plug-in mais vendido de todos os tempos no mundo. Ultrapassou o Chevrolet Volt em dezembro de 2018. |
| Carro de luxo                          | Cadillac De Ville.             | Cadillac De Ville                 | 1959–2005                     | Aproximadamente 3.870.000, excluindo os primeiros hardtops da Série 62, 1981–1988, 1991–93 e 2000–05. (A produção total para 1981–1988, 1991–93 e 2000–05 é desconhecida, mas um bom palpite é de mais de 1.300.000.) | |
| Carro de corrida                       | Porsche 997 GT3 Cup.           | Porsche 911 GT3 Cup               | 1998–prsente                  | 1.400 até 2011. | |
| Carro de corrida monoposto             | Tatuus FR2000                  | Tatuus FR2000                     | 2000–2007                     | Aproximadamente 930 chassis. | |
| Motor giratório                        | A first-generation Mazda RX-7. | Mazda RX-7                        | 1978–2002                     | 811.634 em três gerações até 2005. | |
| Microcarro                             | BMW Isetta.                    | Iso/BMW/VELAM/Romi Isetta         | 1953–1961                     | 161.728 em todas as variações | |
| Automóvel desportivo de quatro lugares | First 1964 1/2 Ford Mustang    | Ford Mustang                      | 1964–presente                 | 10.000.000 em seis gerações até 2018. | |
| Automóvel desportivo de dois lugares   | 1970 Datsun 240Z.              | Nissan Z-cars                     | 1969–99 2003–presente         | 1.535.000 em cinco gerações até 2005. | |
| Conversível esportivo de dois lugares  | .                              | Mazda MX-5                        | 1989–presente                 | Mais de 940.000 nas duas primeiras gerações até junho de 2014. | Verificado pelo Guinness Book of Records como o carro esportivo conversível de dois lugares (capota aberta) mais vendido da história. |
| Van                                    |                                | Volkswagen Type 2 (Transportador) | 1950–presente                 | Mais de 12.000.000 em seis gerações até agosto de 2015. | Placa de identificação de van mais vendida de todos os tempos. O T2 de segunda geração foi vendido por 46 anos (1967–2013), a produção mais longa de qualquer van e a segunda mais longa de qualquer Volkswagen (exceto o Type 1 Beetle).               |